# Philippe Uminski
Pour les articles homonymes, voir Uminski.
Philippe Uminski est un auteur-compositeur-interprète, chanteur, arrangeur, et réalisateur musical français.

## Biographie

### Formation
Philippe Uminski est originaire de Nérac, en Lot-et-Garonne, où il rencontre Romain Humeau avec qui il fonde leur premier groupe, Peanuts. Il entre au conservatoire de Toulouse. Il fonde Montecarl avec Hervé Bouétard et Stéphane Salvi (batteur et guitariste d'A.S. Dragon). Ils partent en tournée avec Nada Surf et Supergrass. Il signe un autre contrat avec East West. Il fait les premières parties de Calogero en 2008, dont deux à Bercy. Il a enregistré, le 29 décembre 2011, son nouvel album en direct en studio, et en une journée, accompagné d'un orchestre symphonique et de son groupe habituel devant un parterre d'amis et de médias. Ce disque sort au mois d'avril avec Laura Smet dans le clip Mon premier amour. En 2012, il forme le groupe Circus avec Calogero, Stanislas, Karen Brunon et Elsa Fourlon qui obtient un disque d'or. Le 21 octobre 2016 parait l'album Au Rythme de la Vie.

### Carrière
Philippe Uminski est principalement arrangeur, réalisateur ou musicien sur les albums d'autres artistes, comme Leopold, ou Dave sur son album Doux Tam-Tam puis avec La Grande Sophie, Fabien Cahen, ou Calogero, musicien pour Mareva Galanter, et divers travaux avec Archive (remix du single Get Out), DJ Zebra, Axel Bauer ou encore Mass Hysteria. Il a arrangé et réalisé le deuxième album de Cyril Mokaiesh, l'album Fou, peut-être de Julien Clerc, ainsi que l'album Ça ne finira jamais pour Johnny Hallyday. Il a été directeur d'orchestre de la tournée de Johnny Tour 66. Il est le réalisateur des albums de Calogero depuis 3 et son tube Face à la mer. Il participe avec Calogero à la formation du groupe Circus en 2012. Il participe aux arrangements des Francofolies de New York, en hommage à Édith Piaf, d'Élizabeth Vidal et Sheila.

## Discographie

### Albums
- 2002 : Uminski
- 2004 : Sain et sauf
- 2008 : Les Curiosités
- 2012 : Mon Premier Amour
- 2016 : Au Rythme de la Vie

### EP
- 2002 : Sauvage

### Singles
- 2002 : La ville
- 2004 : Sain et sauf
- 2007 : Un jour je partirai
- 2012 : Mon premier amour
- 2012 : Par les toits